# Guðmundur Ólafsson
Guðmundur Ólafsson, född 1652, död 20 december 1695 i Stockholm, var en isländsk språklärd. Han var bror till Helgi Ólafsson.
Guðmundur Ólafsson blev student vid Köpenhamns universitet år 1678. På greve Johan Gyllenstiernas uppmaning kom han 1681 till Sverige, där han anställdes som isländsk translator vid Antikvitetskollegium efter Jón Rugman. Han utgav i original och  översättning Sagan af Sturlauge hinum starfsama (1694) och Saga af Illuga Grydar-fostra (1695) samt utarbetade tolkningar av sångerna i Olav Tryggvasons saga och Heimskringla (senare utgivna av Johan Peringskiöld). Han efterlämnade dessutom åtskilliga handskrivna arbeten samt en mängd avskrifter och översättningar, av vilka det mesta nu förvaras i Kungliga biblioteket.